# Động đất Thanh Hải 2021
Động đất Thanh Hải 2021 (tiếng Trung: 2021年玛多地震; bính âm: 2021 Nián mǎ duō dìzhèn) là trận động đất xảy ra vào lúc 2:04 (CST), ngày 22 tháng 5 năm 2021. Trận động đất có cường độ 7,4 richter, tâm chấn độ sâu khoảng 17 km. Động đất đã gây ra thiệt hại lớn về cơ sở hạ tầng, nhiều tuyến đường cao tốc và một số công trình khác bị hư hại một phần hay toàn phần. Theo Tân Hoa Xã, số người bị thương trong trận động đất này là 19 người trong khi RFA báo cáo số người thiệt mạng là 20 người, 300 người bị thương và 13 người mất tích.

## Động đất

### Dư chấn
| Thời gian (UTC)     | Vĩ độ    | Kinh độ  | Mw  | MMI | Tham khảo |
| ------------------- | -------- | -------- | --- | --- | --------- |
| 2021-05-21 18:04:13 | 34,586°B | 98,255°Đ | 7.4 | X   | [ 7 ]     |
| 2021-05-21 18:10:41 | 34,576°B | 98,295°Đ | 5.2 | -   | [ 11 ]    |
| 2021-05-21 18:12:15 | 34,624°B | 98,473°Đ | 5,5 | VII | [ 3 ]     |
| 2021-05-21 18:13:01 | 34,482°B | 99,084°Đ | 5,4 | VI  | [ 12 ]    |
| 2021-05-22 02:29:37 | 34,936°B | 97,448°Đ | 5.1 | -   | [ 13 ]    |
| 2021-05-22 02:38:45 | 34,540°B | 98,927°Đ | 5.1 | -   | [ 14 ]    |
| 22/05/2021 03:21:18 | 34,730°B | 98,086°Đ | 5.2 | -   | [ 15 ]    |
| 2021-05-30 04:50:09 | 34,614°B | 98,220°Đ | 5.1 | -   | [ 16 ]    |
| 2021-05-30 06:55:15 | 34,587°B | 34,587°B | 5.2 | -   | [ 17 ]    |
| 2021-06-03 05:55:18 | 34,723°B | 97,841°Đ | 5.0 | VI  | [ 18 ]    |
| 2021-07-08 13:23:25 | 34,676°B | 97,917°Đ | 5.1 | -   | [ 19 ]    |
| 2021-08-13 04:21:37 | 34,598°B | 97,428°Đ | 5,4 | VII | [ 20 ]    |